# Mylitta
Mylitta var Herodotos benämning på den babyloniska kärleksgudinnan. I sumerisk mytologi kallas hon Ninlil, det assyriska namnet på henne är Mullitu.